# Kerguelenia reducta
Kerguelenia reducta is een vlokreeftensoort uit de familie van de Kergueleniidae. De wetenschappelijke naam van de soort is voor het eerst geldig gepubliceerd in 1977 door Ledoyer.